# We Were Soldiers
We Were Soldiers (título en español Cuando éramos soldados, Fuimos soldados o Fuimos héroes en Argentina y México respectivamente) es una película bélica estrenada el año 2002 que dramatiza la Batalla de Ia Drang de noviembre de 1965, el primer encuentro de envergadura entre el Ejército de Estados Unidos y el Ejército de Vietnam del Norte y Viet Cong en la guerra de Vietnam. La película fue dirigida por Randall Wallace y protagonizada por Mel Gibson. Está basada en el libro We Were Soldiers Once ... And Young del teniente general Harold Gregory "Hal" Moore, Jr. y el periodista Joseph L. Galloway, ambos presentes en la batalla.

## Argumento
Una unidad francesa de patrulla en Vietnam en 1954, durante el último año de la primera guerra de Indochina, es emboscada por las fuerzas de Viet Minh, probablemente la batalla del paso Mang Yang. El comandante de Viet Minh, Nguyen Huu An ordena a sus soldados que "maten a todos los que envían, y dejarán de venir".
Once años después, Estados Unidos está luchando en la guerra de Vietnam. El teniente coronel del Ejército de los Estados Unidos Hal Moore (Mel Gibson), es elegido para entrenar y dirigir un batallón. Después de llegar a Vietnam, se entera de que una base estadounidense ha sido atacada y se le ordena llevar a sus 400 hombres tras el enemigo y eliminar a los atacantes norvietnamitas, a pesar de que la inteligencia no tiene idea del número de tropas enemigas. Moore lidera una nueva unidad de caballería aérea en el valle de Ia Drang. Después de aterrizar, los soldados capturan a un soldado norvietnamita y se enteran de que el lugar al que fueron enviados es en realidad el campamento base de una división del ejército veterano norvietnamita de 4000 hombres.
Al llegar a la zona con su sección, el teniente segundo Henry Herrick, ve a un explorador enemigo y corre tras él, ordenando a sus reacios soldados que lo sigan. El explorador los atrae a una emboscada, lo que resulta en la muerte de varios hombres, incluidos Herrick y sus subordinados. Los miembros del pelotón sobrevivientes están rodeados y separados del resto del batallón. El sargento Savage asume el mando, llama a la artillería y usa la cobertura de la noche para evitar que los vietnamitas sobrepasen su posición defensiva.
Mientras tanto, con helicópteros que dejan constantemente refuerzos y suministros, Moore logra asegurar puntos débiles antes de que los norvietnamitas puedan aprovecharlos. A pesar de estar atrapada y superada en número desesperadamente, la principal fuerza de los Estados Unidos. Se las arregla para detener a los norvietnamitas con artillería, morteros y helicópteros con suministros y refuerzos. Finalmente, Nguyen Huu An, el comandante de la división norvietnamita, ordena un ataque a gran escala contra la posición estadounidense.
En el punto de ser invadido por el enemigo, Moore ordena al teniente primero Charlie Hastings, su controlador aéreo de avanzada, que llame Broken Arrow (una llamada en clave para todos los aviones de combate disponibles para ayudar y atacar posiciones enemigas, incluso aquellos cercanos a la posición de las tropas estadounidenses, porque una posición está siendo invadida y ya no se puede defender). Un avión ataca con bombas de napalm y ametralladoras, matando a muchas tropas del FARDV y del Viet Cong; pero un incidente de incendio amigo también resulta en muertes estadounidenses. El ataque norvietnamita es repelido, y los soldados sobrevivientes del pelotón de Herrick, incluido Savage, son rescatados.
Mientras tanto, en los Estados Unidos, Julia Moore se ha convertido en la líder de las esposas estadounidenses que viven en la base. Cuando el Ejército comienza a usar taxistas para entregar telegramas notificando a los familiares de las muertes de soldados en combate, Julia personalmente asume esa dura responsabilidad.
Las tropas de Moore se reagrupan y aseguran el área. Nguyen Huu An planea un asalto final contra los estadounidenses y envía a la mayoría de sus tropas para llevar a cabo el ataque, pero Moore y sus hombres los invaden y se acercan al centro de comando enemigo. Antes de que los guardias del campamento base puedan abrir fuego, el mayor Bruce Snake Crandall y otros helicópteros atacan, destruyendo el remanente de la fuerza enemiga. Sin más tropas a las que recurrir, Huu An ordena rápidamente la evacuación de la sede.
Habiendo logrado su objetivo, Moore regresa a la zona de aterrizaje del helicóptero para ser recogido. Solo después de que todos (incluidos los muertos y los heridos), se retiren del campo de batalla, sale volando del valle. Algún tiempo después, Nguyen Huu An y sus hombres llegan al campo de batalla para recoger a sus muertos. Afirma que los estadounidenses "pensarán que esta fue su victoria. Entonces se convertirá en una guerra estadounidense".
Al final de la película, se revela que la zona de aterrizaje volvió inmediatamente a manos de Vietnam del Norte después de que las tropas estadounidenses fueran transportadas por avión. Hal Moore continuó la batalla en una zona de aterrizaje diferente, y después de casi un año regresa a su hogar a salvo con Julia y su familia. Sus superiores lo felicitan por matar a más de 1800 soldados del ejército norvietnamita y del Viet Cong. Un viejo Moore visita el monumento a la guerra de Vietnam y mira los nombres de los soldados que cayeron en el valle de Ia Drang.

## Reparto
- Mel Gibson - Teniente coronel Hal Moore.
- Madeleine Stowe - Julie Moore.
- Greg Kinnear - Mayor Bruce 'Snake' Crandall.
- Sam Elliott - Sargento mayor Basil L. Plumley.
- Chris Klein - 2nd Lt. Jack Geoghegan.
- Keri Russell - Barbara Geoghegan.
- Barry Pepper - Joseph L. Galloway.
- Don Duong - Teniente coronel Nguyen Huu An.
- Ryan Hurst - Sgt. Ernie Savage.
- Robert Bagnell - 1st Lt. Charlie Hastings.
- Marc Blucas - 2nd Lt. Henry Herrick.
- Josh Daugherty - Sp4 Robert Ouellette.
- Jsu García - Capt. Tony Nadal.
- Jon Hamm - Capt. Matt Dillon .
- Clark Gregg - Capt. Tom Metsker.
- Dylan Walsh - Capt. Robert Edwards.
- Mark McCracken - Capitán Ed "Too Tall" Freeman.

## Producción

### Desarrollo
En 1994 Randall Wallace contactó con Harold Moore y Joseph Galloway, los autores del libro en el que se inspira la producción cinematográfica, para que le cedieran los derechos cinematográficos del mismo. Una vez conseguidos, les pagó 100.000 dólares anuales de su bolsillo para que escribiesen el guion que mejor se ajustara al relato original.

### Preproducción
Para interpretar el papel principal de la película, Mel Gibson asistió a un campamento militar durante dos semanas. Los restantes actores se entrenaron para hacer sus papeles durante varias semanas en el Fuerte Benning, donde habían vivido los hombres de Moore.

### Rodaje
Una vez terminadas las preparaciones, la obra cinematográfica fue rodada en Georgia y California. El rodaje duró entre el 5 de marzo de 2001 y el 13 de julio de 2001.
Cabe destacar al respecto que el rodaje se hizo principalmente en exteriores y que la mayor parte de los combates que fueron rodados, también se rodaron en campo, por lo que hubo muy pocos efectos visuales de posproducción. Todo esto causaba a que se utilizaran hasta once cámaras para rodar para así registrar la acción antes de que bajara o saliera el sol. También causó a que los técnicos tuviesen que actuar rápido al respecto.

## Recepción
Cuando éramos soldados a menudo ha sido considerada una de las pocas películas —junto a Los boinas verdes (1968) de John Wayne—, que ofrece una representación positiva de la presencia estadounidense en Vietnam. Sin embargo, la película es algo ambigua sobre la moralidad de la guerra, presentando el ejército de Vietnam del Norte como un opositor capaz y valiente, y concluyendo con una declaración de que los soldados estadounidenses no lucharon por su país, sino que lo hicieron por los otros soldados.
Algunos[cita requerida] ven las secuencias del final de la película desde la perspectiva de un pacifista en su pintura del horror de la guerra, así como la imagen gráfica de la pérdida de vidas. Otros[cita requerida] pueden ver esto como una recreación realista de una batalla.
La película se podría fundamentar en la cita de las últimas palabras del Alférez Herrick a su muerte: 

«Estoy orgulloso de morir por mi país»
Alférez Herrick